# Ophieulima
Ophieulima is een geslacht van weekdieren uit de klasse van de Gastropoda (slakken).

## Soorten
- Ophieulima fuscoapicata Warén, 1981
- Ophieulima minima (Dall, 1927)